# 王琳 (司徒左长史)
王琳（?—511年），字孝璋，琅邪郡临沂县（今山东省临沂西北）人，中国南北朝时南朝梁政治人物，王份长子。

## 生平
王琳出自琅琊王氏。被推举为南徐州秀才，出仕为征虏建安王法曹参军，司徒东阁祭酒，南平王文学。娶梁武帝之妹义兴公主蕭令嫕，拜驸馬都尉，后来历任中书侍郎，卫军谢朏长史，员外散骑常侍。外任明威将军、东阳郡太守，征为为司徒左长史，天监十年（511年）逝世。

## 家庭

### 子女
- 王銓，南梁侍中、卫尉卿
- 王錫，南梁吏部尚书、贞子
- 王通，南陈特进、侍中、安右将军、左光禄大夫
- 王僉，南梁太子中庶子、恭子
- 王劢，南陈尚书右仆射、领右军将军、温子
- 王质，南陈都官尚书、安子
- 王淹，南梁黄门郎、新安郡太守[2]
- 王固，第八子，南陈金紫光祿大夫、太常卿、恭子